# Gençlerbirliği Spor Kulübü
Gençlerbirliği Spor Kulübü é um clube de futebol da Turquia, sediado na cidade de Ancara, capital da Turquia, fundado em 14 de março de 1923. Atualmente disputa a Süper Lig.
Desde 2019, manda seus jogos no Estádio de Eryaman, com capacidade para receber até 20,560 espectadores, após a demolição do antigo Estádio 19 de Maio de Ancara, que tinha, por sua vez, capacidade para 19,209 espectadores.
É um famoso time da Turquia e possui uma grande torcida, sendo considerada a maior da capital Ancara e a 13ª maior da Europa.

## História
Já passaram grandes jogadores por lá, entre eles Bady (ex–Figueirense),  Marcinho (ex–Flamengo), França (ex–São Paulo), Matuzalém (atualmente no Bologna) e Alyaksandar Hleb (ex–Barcelona e Arsenal).
O resultado mais histórico em competições europeias aconteceu no Estádio José Alvalade, em Lisboa, frente ao Sporting, vencendo por sonoros 3–0 pela Copa da UEFA da temporada 2003–04.
Já venceu por 2 vezes Copa da Turquia, batendo o Eskişehirspor pelo placar agregado de 6–2 na temporada 1986–87 e batendo também o Fenerbahçe nos pênaltis por 4–1 após empate no tempo normal por 2–2 na temporada 2000–01.
Regionalmente, o clube alcançou o recorde de títulos da Liga de Futebol de Ancara, vencendo em 10 oportunidades. Seu principal rival é o vizinho Ankaragücü, com quem disputa o Derby de Ancara.

## Títulos

### Competições Oficiais
- Copa da Turquia (2): 1986–87 e 2000–01
- Segunda Divisão Turca (2): 1982–83 e 1988–89
- Quarta Divisão Turca (1): 2003–04

### Competição Regional
- Ligas de Futebol de Ancara (10): 1929, 1930–31, 1931–32, 1932–33, 1934–35, 1939–40, 1940–41, 1945–46, 1949–50 e 1950–51

### Outras Competições
- Campeonato Turco Amador (2): 1941 e 1946
- Copa TSYD (13): 1960, 1961, 1969, 1979, 1985, 1986, 1989, 1993, 1994, 1998 (dividido), 2002 e 2003

### Campanhas de Destaque
- Vice–Campeão da Copa da Turquia (3): 2002–03, 2003–04 e 2007–08
- Vice–Campeão da Supercopa da Turquia (1): 1987